# 亀山耕一郎
亀山 耕一郎（かめやま こういちろう、1962年7月18日 - ）は、日本の作曲家、編曲家。兵庫県出身。東京芸術大学音楽学部作曲科卒業。

## 略歴
東京芸術大学を卒業後、音楽事務所に所属してシンセサイザーのオペレーターを務めながら、映像作品の音楽を手掛けるようになる。1994年に独立。1996年に『激走戦隊カーレンジャー』の挿入歌を作曲して以来、スーパー戦隊シリーズの主題歌や挿入歌の作曲や編曲を手掛けるようになる。スーパー戦隊シリーズには『轟轟戦隊ボウケンジャー』まで、『忍風戦隊ハリケンジャー』を除く各作品に参加し、『侍戦隊シンケンジャー』以降の作品にも挿入歌やキャラクターソングなどの編曲で携わる。
近年は、『プリキュアシリーズ』や『ジュエルペットシリーズ』などの女児向けアニメの主題歌の編曲にも携わる。学生時代にはバンドを組んでいた経験もあり、クラシック音楽からポピュラー音楽まで幅広い知識を駆使した楽曲が特徴。最近ではプロレスリング・ノアのプロレスラー、ムシキング・ジョーカーの入場テーマを作曲。こちらも「ヒーローに対する悪」をイメージさせる特撮の劇中曲のような仕上がりになっている。

## 人物
学生時代はミュージシャンを志望していたが、上手い演奏者に何人も出会い挫折し作曲に転向した。プロになってからは現場で自ら演奏しないことにしている。大学在学中は、現代音楽を好まずバンドプロデュースをやりたいと考えていたが理解されず、普通に書いたというオーケストラ曲の方が成績が良かったと述べている。大学時代から佐橋俊彦や三宅一徳ら後にスーパー戦隊シリーズの音楽を手がける面々と交流があった。
2000年に音楽を担当した『未来戦隊タイムレンジャー』では主題歌も作曲。オープニングテーマ「JIKU〜未来戦隊タイムレンジャー〜」は亀山自身が強く影響を受けているプログレッシブ・ロックの曲調を前面に打ち出したことでスタッフに強いインパクトを与えることになり、同時に作った「時の彼方へ」が一度はオープニングに決定したものの、数日後に「よりインパクトの強い方をオープニングに」との意向で逆転したという逸話がある。

## 音楽担当作品

### テレビ
- 冒険者（1992年制作、2002年放送）
- 未来戦隊タイムレンジャー（2000年）
- 炎の蜃気楼（2002年）
- ポポロクロイス（2003年）
- ボボボーボ・ボーボボ（2003年）
- 特捜戦隊デカレンジャー（2004年）
- BUZZER BEATER（2005年）
- 魔豆奇伝パンダリアン（2005年）
- 銀盤カレイドスコープ（2005年）
- こてんこてんこ（2005年）
- コヨーテ ラグタイムショー（2006年）
- ぷるるんっ!しずくちゃん（2006年）
- ご愁傷さま二ノ宮くん（2007年）
- ぷるるんっ!しずくちゃん あはっ☆（2007年）
- 風魔の小次郎（2007年）
- スケアクロウマン（2008年）
- ビーストサーガ（2013年）
- 金色のコルダ Blue♪Sky（2014年）
- 動物戦隊ジュウオウジャー（2016年）
- ハッピーシュガーライフ（2018年）
- 戦隊レッド 異世界で冒険者になる（2025年[2]）

### 映画
- 特捜戦隊デカレンジャー THE MOVIE フルブラスト・アクション（2004年）

### ビデオ、DVD
- 未来戦隊タイムレンジャーVSゴーゴーファイブ（2001年）
- 私立荒磯高等学校生徒会執行部（2002年）
- 特捜戦隊デカレンジャーVSアバレンジャー（2005年）
- きらめき☆プロジェクト（2005年）
- 魔法戦隊マジレンジャーVSデカレンジャー（2006年）
- AIKa ZERO（2009年）
- 特捜戦隊デカレンジャー 10 YEARS AFTER（2015年）
- スペース・スクワッド ギャバンVSデカレンジャー（2017年）
- ガールズ・イン・トラブル スペース・スクワッド エピソードゼロ（2017年）

### ラジオドラマ
- 超人ロック コズミックゲーム（1996年）
- 超人ロック 炎の虎（1996年）

### ドラマCD
- イノセント・サイズ（1994年,1996年）
- マガジンCDブックス『金田一少年の事件簿』（1996年）
- 最遊記第1巻～第10巻（1999-2002年）

## 作曲
- 特救指令ソルブレイン（1991年）
  - 明日への絆（挿入歌 歌：宮内タカユキ）
  - ハートはダイヤモンド（挿入歌 歌：沢崎靖英）
- 激走戦隊カーレンジャー（1996年）
  - くる! クルマジックパワー!（挿入歌 歌：速水けんたろう）
  - CATCH THE WIND（挿入歌 歌：前田達也）
  - カーレンジャー輝く（挿入歌 歌：高尾直樹）
  - 夢見るらぶらぶラジエッタ（挿入歌 歌：須藤実咲）
  - RED ZONE バトルはBIN BIN BIN!（挿入歌 歌：高尾直樹）
- 電磁戦隊メガレンジャー（1997年）
  - 気のせいかな（エンディングテーマ 歌：風雅なおと）※出口雅生との共作、「鷹虎」名義で発表
  - 最強! スーパーギャラクシーメガ!!（挿入歌 歌：山形ユキオ）
  - 私らしく明日へ（挿入歌 歌：城ヶ崎千里（田中恵理）
- 炎の蜃気楼ヴォーカル・コレクション 炎の蜃気楼IV－執愛－（1998年）
  - Insanity（歌：KATHY SHOWER）
  - Vicious（歌：風雅なおと）
  - 皆既月蝕（歌：風雅なおと）
  - NEVER（歌：岡崎昌幸）
  - 深遠なる者へ（歌：市之瀬洋一、岡崎昌幸）
- 星獣戦隊ギンガマン（1998年）
  - ギンガ転生! 時空を超えて（挿入歌 歌：渕上祥人）
  - うなれ獣撃棒! 獣撃破!（挿入歌 歌：高尾直樹）
  - ずっと、きっと、もっと、もっと!（挿入歌 歌：ギンガマン（前原一輝、末吉宏司、照英、高橋伸顕、宮澤寿梨） & ヒュウガ（小川輝晃））
- 燃えろ!!ロボコン（1999年）
  - ロボイドのテーマ～星の運命(さだめ)（挿入歌 歌：坂井紀雄）
- 救急戦隊ゴーゴーファイブ（1999年）
  - 進め! 防災たましい（挿入歌 歌：高山成孝）
- Weiß kreuz Dramatic Image Album III Schawrz I（2000年）
  - モノクロームに染まりゆく街で（オープニングテーマ 歌：ZAZEL）
- 未来戦隊タイムレンジャー（2000年）
  - JIKU 〜未来戦隊タイムレンジャー〜（オープニングテーマ 歌：佐々木久美）
  - 時の彼方へ（エンディングテーマ 歌：Nat's）
  - Chase! Chase! Chase!（挿入歌 歌：高尾直樹）
  - OK! タイムロボ!!（挿入歌 歌：高尾直樹）
  - タイムシャドウ 〜姿なく、音もなく〜（挿入歌 歌：山形ユキオ）
  - 真紅の同志 ～タイムファイヤーのテーマ～（挿入歌 歌：高尾直樹）
  - WHO ARE YOU?（挿入歌 歌：佐々木久美）
  - 覚醒! ブイレックスロボ!!（挿入歌 歌：山形ユキオ）
  - T. I. M. E. Timeranger!（挿入歌 歌：タイムレンジャー（永井マサル、勝村美香、城戸裕次、小泉朋英、倉貫匡弘））
  - ミラクル☆Xmas（第44話エンディングテーマ 歌：T. R. Futures（永井マサル、勝村美香、城戸裕次、小泉朋英、倉貫匡弘））
- 百獣戦隊ガオレンジャー（2001年）
  - white light〜ガオホワイト 冴のテーマ〜（挿入歌 歌：堀江美都子、コーラス：高尾直樹、佐々木久美、斉藤妙子）
  - 大空への階段（最終話エンディングテーマ 歌：ガオレンジャー（金子昇、堀江慶、柴木丈瑠、酒井一圭、竹内実生）、コーラス：佐々木久美、斉藤妙子）
- 百獣戦隊ガオレンジャーVSスーパー戦隊（2001年）
  - 燃えろ! スーパー戦隊魂!!（エンディングテーマ 歌：堀江美都子 & 水木一郎）
- 仮面ライダー龍騎（2002年）
  - spinin' around（キャラクターソング 歌：浅倉威（萩野崇））
  - Final Edition ドラグランザー・ダークレイダー（イメージソング 歌：高尾直樹）
- 爆竜戦隊アバレンジャー（2003年）
  - 爆竜数え歌（挿入歌 歌：朝川ひろこ）
- 特捜戦隊デカレンジャー（2004年）
  - ビルドアップ! デカレンジャーロボ（挿入歌 歌：高取ヒデアキ）
  - デカレンジャーたいそう（挿入歌 歌：載寧龍二とジュニアSP合唱団）
  - レスリーの青い月（映画版挿入歌 歌：小枝）
  - 飛べよデカウイングロボ!（挿入歌 歌：高取ヒデアキ）
  - 私だけのぬくもり（挿入歌 歌：朝川ひろこ）
  - デカマスターNEVER STOP（挿入歌 歌：ささきいさお）
  - MOTHER UNIVERSE（挿入歌 歌：白鳥スワン（石野真子））
  - Buddy Murphy〜マーフィーはともだち（挿入歌 歌：堀江美都子）
  - デカブレイク全開!!（挿入歌 歌：遠藤正明）
- 動物戦隊ジュウオウジャー（2016年）
  - 動物合体! ジュウオウキング（挿入歌 歌：Project.R（NoB、YOFFY、谷本貴義））

## 編曲
- 大草原の小さな天使 ブッシュベイビー（1992年）
  - Wish You（歌：山野さと子）
  - 永遠の楽園（歌：沢靖英）
  - 荒野の果てまでも（歌：沢靖英）
  - メモリーズ（歌：岡本麻弥）
- 炎の蜃気楼イメージアルバム（1993年）
  - Blaze（歌：KATHY SHOWER）
  - 黄昏の旅人（歌：甲斐直弥）
  - COOL SADI***（歌：山根暁）
  - 思い出と約束（歌：山根栄子）
  - Switch（歌：藤原正典）
  - Tiger's eye（歌：山根暁）
  - Sodomy（歌：甲斐直弥、山根暁）
  - 氷結の夜（歌：甲斐直弥）
- 炎の蜃気楼II－わだつみの楊貴妃－（1995年）
  - Pearly Gate（歌：KATHY SHOWER）
  - 置いてきた痛みたちへ（歌：岡崎昌幸）
  - 難破船（歌：風雅なおと）
  - 誓い～The Book Of Days～（歌：KATHY SHOWER）
- 炎の蜃気楼III～「火輪の王国」より～（1996年）
  - LAMENTATION（歌：上野洋子、KATHY SHOWER）
  - 祈り（歌：森誠司）
  - 蹉跌の夢（歌：岡崎昌幸、風雅なおと）
- 激走戦隊カーレンジャー（1996年）
  - 心のままに…（挿入歌 歌：渕上祥人）
- キューティーハニーF（1997年）
  - キューティーハニー（オープニングテーマ 歌：SALIA）
- 電磁戦隊メガレンジャー（1997年）
  - 銀河を守れ! メガボイジャー!!（挿入歌 歌：坂井紀雄）
- 炎の蜃気楼ヴォーカル・コレクション 炎の蜃気楼IV－執愛－（1998年）
  - ダス・クロイツ－Das Kreuz－（歌：風雅なおと）
  - Sodomy（歌：岡崎昌幸、風雅なおと）
  - 氷結の夜（歌：岡崎昌幸、風雅なおと）
- 星獣戦隊ギンガマン（1998年）
  - はだしの心で（エンディングテーマ 歌：希砂未竜）
  - Naked Mind（英語版エンディングテーマ 歌：希砂未竜）
- 燃えろ!!ロボコン（1999年）
  - 迷わず行こう!!（挿入歌 歌：緑川陽子、コーラス：広谷順子）
- 救急戦隊ゴーゴーファイブ（1999年）
  - 緊急合体! ビクトリーロボ（挿入歌 歌：山形ユキオ）
- Pa-Pa-Pa ザ★ムービー パーマン（2003年）
  - キミらしいまま（エンディングテーマ 歌：石川ひとみ）
- SUBMARINE SUPER 99（2003年）
  - セイリング 未来へ（オープニングテーマ 歌：水木一郎）
- 爆竜戦隊アバレンジャー（2003年）
  - 爆竜マンボDEテラ! ケラ! プラ! （挿入歌 歌：爆竜スターズ（長嶝高士、宮田幸季、篠原恵美）、コーラス：爆竜児童合唱団）
- 銀河鉄道物語（2003年）
  - 銀河鉄道は遙かなり（オープニングテーマ 歌：ささきいさお）
- 魔法戦隊マジレンジャー（2005年）
  - 天空界のやすらぎ（挿入歌 歌：菊地美香）
  - シャイニングマジックマジシャイン（挿入歌 歌：サイキックラバー）
- 轟轟戦隊ボウケンジャー（2006年）
  - 冒険パンチ!（挿入歌 歌：堀江美都子）
- ウルトラマンメビウス&ウルトラ兄弟（2006年）
  - believe～あきらめないで～（挿入歌 歌：KIYOSHI）
- ぷるるんっ!しずくちゃん（2007年）
  - しずくの森からこんにちは（エンディングテーマ 歌：Sister MAYO with D.D.S ）
  - しずくちゃん音頭（エンディングテーマ 歌：ポンシュさん（小野田浩二））
- フレッシュプリキュア!（2009年）
  - Let's!フレッシュプリキュア!（オープニングテーマ 歌：茂家瑞季）
  - You make me happy!（エンディングテーマ 歌：林桃子）
- 侍戦隊シンケンジャー（2009年）
  - ナデシコ真剣 花吹雪（キャラクターソング 歌：白石茉子（高梨臨））
- 天装戦隊ゴセイジャー（2010年）
  - ドラスティック・グランディオン（挿入歌 歌：水木一郎）
- ジュエルペット てぃんくる☆（2010年）
  - Happy☆てぃんくる（オープニングテーマ 歌：増山加弥乃 with ルビー（齋藤彩夏）&ラブラ（沢城みゆき））
- 海賊戦隊ゴーカイジャー（2011年）
  - 完成! 豪獣神（挿入歌 歌：NoB）
- ジュエルペット サンシャイン （2011年）
  - GO! GO! サンシャイン （オープニングテーマ 歌：五條真由美）
- 宇宙戦隊キュウレンジャー（2017年）　
  - キュウレンオー 銀河無敵伝説（挿入歌 歌：松原剛志）
- 暴太郎戦隊ドンブラザーズ（2022年）
  - 燃えろ!虎龍攻神!（挿入歌 歌：NewJack拓郎））